# Foulées Briochines
Les Foulées Briochines sont une course à pied se déroulant à Saint-Brieuc dans les Côtes-d'Armor.
Cette course, créée en 1974, se déroulait chaque année en octobre, depuis 2022, elle a lieu en mars. Elle est organisée par le club d'athlétisme de Saint Brieuc : le Saint-Brieuc Athlétisme (anciennement l'Union Athlétique des Côtes d'Armor (UACA)).
Cette course se déroulait à l'origine dans le centre-ville de Saint-Brieuc. Après une relocalisation dans le parc des promenades durant quelques années, puis sur les quais du Légué elle a retrouvé le centre ville pratiquement sur son parcours d'origine.
Outre la course élite, diverses courses ouvertes aux amateurs et aux enfants sont organisées la même journée.